# Crypsiphona
Crypsiphona là một chi bướm đêm thuộc họ Geometridae.

## Các loài
- Crypsiphona amaura Meyrick, 1888
- Crypsiphona melanosema Meyrick, 1888
- Crypsiphona ocultaria (Donovan, 1805)